# António Martins Paula
António Martins Paula foi um Governador Civil de Faro entre 28 de Setembro de 1925 e 26 de Junho de 1926.